# Kozłów (rejon mohylowski)
Kozłów (ukr. Козлів) – wieś na Ukrainie, w obwodzie winnickim, w rejonie mohylowskim, przy ujściu rzeki Karajca do Dniestru.
W czasach Rzeczypospolitej wieś leżała w województwie podolskim. Odpadła od Polski w wyniku II rozbioru.